# Río Piojeras
El río Piojeras es un pequeño río amazónico boliviano, un afluente del río Piraí, que forma parte del curso bajo del río Grande. El río discurre por el departamento de Santa Cruz.

## Geografía
El río Piojeras nace en la confluencia del  río Misca y el río Paichua (18°19′24″S 63°40′41″O / -18.32333, -63.67806). Aguas arriba el río Misca nace en la confluencia del río Caparosa y el río Tranca (18°20′14″S 63°46′43″O / -18.33722, -63.77861).
El río Piojeras tiene una longitud de solo 40 km hasta unirse al Bermejo, para formar el río Piraí.
En su recorrido recibe varios afluentes entre los más importantes son el río Chuchai y el río Buey.
- Datos: Q6115548